# Entsagungen
Entsagungen ist ein deutsches Stummfilm-Melodram aus dem Jahre 1913 von Joe May.

## Handlung
Professor Dr. Wegscheid ist ein vielbeschäftigter Mann. Obwohl sein Kollege, ein Augenspezialist, ihm dringend geraten hat, kürzerzutreten und seine Augen zu schonen, hat Wegscheid nicht auf ihn gehört. Nun droht er allmählich zu erblinden, denn lieber entsagt er dem Augenlicht als seinen beruflichen Verpflichtungen. Wegscheids Leben scheint an einem Wendepunkt, an dem der sonst so unabhängige Mediziner auf die Hilfe anderer angewiesen sein wird. Da zeigt sich die Dankbarkeit der jungen Artistin Lisa Garham, der er einst das Leben gerettet hat und die sich nunmehr in Dankbarkeit aufopfern möchte, für ihn da zu sein. 
Lisa, die für ihren Patienten ihre Artistenkarriere aufgibt, ist dem deutlich älteren Mann eine große Stütze, und so fragt Prof. Wegscheid sie eines Tages, ob sie ihn heiraten möchte. Obwohl sie nicht ihn, sondern seinen Neffen liebt, wagt Lisa es nicht, den Professor zu enttäuschen und willigt ein. Dieser weiteren Entsagung, nämlich auf ihr Lebensglück, und der an den Neffen gerichteten Bitte, wiederum ihr zu entsagen, folgt die letzte und finale Entsagung: die des Professors Wegscheid. Der hat nämlich eine Unterredung Lisas mit seinem Neffen belauscht und auf diesem Wege erfahren, dass sie nicht ihn, sondern eigentlich den nahezu gleichaltrigen Verwandten Wegscheids liebt. So gibt der Professor Lisa mit den Worten „Der Blinde steht der Welt nur im Weg“ frei und entsagt im abschließenden Akt sogar seinem Leben.

## Produktionsnotizen
Entsagungen entstand im Frühjahr 1913 und passierte die Filmzensur im April desselben Jahres. Ein Jugendverbot wurde ausgesprochen. Die Uraufführung des Vierakters mit einer Länge von 1245 (Neuzensur November 1922) Metern fand im Juli 1913 statt.